# Neuvy-Pailloux

Neuvy-Pailloux este o comună în departamentul Indre, Franța. În 1 ianuarie 2022 avea o populație de 1.161 de locuitori.